# San Requil
San Requil es un despoblado que actualmente forma parte del concejo de Arroyabe, que está situado en el municipio de Arrazua-Ubarrundia, en la provincia de Álava, País Vasco (España).

## Toponimia
A lo largo de los siglos ha sido conocido con los nombres de San Requile, Sarrinquettelette y Sarrinquilete.

## Historia
Documentado en 1729 como ya despoblado, sus tierras las aprovechaban las localidades de Amárita, Arroyabe, Mendívil y Ullívarri-Gamboa.